# Burjassot CF
Burjassot Club de Futbol – hiszpański klub piłkarski, grający w Regional Preferente, mający siedzibę w mieście Burjassot.

## Sezony
| Sezon   | Liga     | Miejsce | Puchar Króla |
| ------- | -------- | ------- | ------------ |
| 1929/30 | 3ª       | 5.      |              |
| 1930-39 | Regional |         |              |
| 1939/40 | 2ª       | 6.      |              |
| 1940-56 | Regional |         |              |
| 1956/57 | 3ª       | 15.     |              |
| 1957/58 | 3ª       | 14.     |              |
| 1958/59 | 3ª       | 18.     |              |
| 1959-95 | Regional |         |              |
| 1995/96 | 3ª       | 11.     |              |
| 1996/97 | 3ª       | 9.      |              |
| 1997/98 | 3ª       | 5.      |              |
| 1998/99 | 3ª       | 7.      |              |
| 1999/00 | 3ª       | 8.      |              |
| 2000/01 | 3ª       | 6.      |              |
| 2001/02 | 3ª       | 2.      |              |

| Sezon   | Liga                | Miejsce | Puchar Króla |
| ------- | ------------------- | ------- | ------------ |
| 2002/03 | 3ª                  | 12.     |              |
| 2003/04 | 3ª                  | 17.     |              |
| 2004/05 | 3ª                  | 11.     |              |
| 2005/06 | 3ª                  | 5.      |              |
| 2006/07 | 3ª                  | 6.      |              |
| 2007/08 | 3ª                  | 11.     |              |
| 2008/09 | 3ª                  | 7.      |              |
| 2009/10 | 3ª                  | 12.     |              |
| 2010/11 | 3ª                  | 18.     |              |
| 2011/12 | Regional Preferente | 13.     |              |
| 2012/13 | Regional Preferente | 2.      |              |
| 2013/14 | Regional Preferente | 8.      |              |
| 2014/15 | Regional Preferente | 16.     |              |
| 2015/16 | Regional Preferente |         |              |

- 1 sezony w Segunda División
- 20 sezony w Tercera División

## Byli piłkarze
- Miguel Herrero Javaloyas
- Vicente Asensi